# Орлівська сільська рада (Ренійський район)
Орлі́вська сільська́ ра́да — колишня адміністративно-територіальна одиниця та орган місцевого самоврядування в Ренійському районі Одеської області. Адміністративний центр — село Орлівка.

## Загальні відомості
Орлівська сільська рада утворена в 1946 році.
- Територія ради: 73,31 км²
- Населення ради: 3 047 осіб (станом на 2001 рік)
- Водоймища на території, підпорядкованій даній раді: річка Дунай, озеро Кагул

## Населені пункти
Сільській раді підпорядковані населені пункти:
- с. Орлівка

## Населення
Згідно з переписом 1989 року чисельність наявного населення сільської ради становила 3054 особи, з яких 1488 чоловіків та 1566 жінок.
За переписом населення 2001 року в сільській раді мешкало 2980 осіб.

### Мова
Розподіл населення за рідною мовою за даними перепису 2001 року:
| Мова       | Відсоток |
| ---------- | -------- |
| молдовська | 95,14 %  |
| російська  | 1,61 %   |
| українська | 1,25 %   |
| болгарська | 0,75 %   |
| гагаузька  | 0,53 %   |
| румунська  | 0,23 %   |
| циганська  | 0,23 %   |
| білоруська | 0,03 %   |

## Склад ради
Рада складається з 20 депутатів та голови.
- Голова ради: Кіронакі Іван Васильович
- Секретар ради: Фльоштер Альона Георгіївна

### Керівний склад попередніх скликань
| Прізвище, ім'я, по батькові | Основні відомості                                                                      | Дата обрання | Дата звільнення |
| --------------------------- | -------------------------------------------------------------------------------------- | ------------ | --------------- |
| Кіронакі Іван Васильович    | Сільський голова, 1956 року народження, освіта вища, член Комуністичної партії України | 26.03.2006   | 31.10.2010      |
| Кіронакі Іван Васильович    | Сільський голова, 1956 року народження, освіта вища, член Комуністичної партії України | 31.10.2010   |                 |

Примітка: таблиця складена за даними сайту Верховної Ради України

### Депутати
За результатами місцевих виборів 2010 року депутатами ради стали:

#### За суб'єктами висування
| Суб'єкт висування                                       | Кількість обраних депутатів | %  |
| ------------------------------------------------------- | --------------------------- | -- |
| Самовисування                                           | 11                          | 55 |
| Партія регіонів                                         | 3                           | 15 |
| Політична партія Всеукраїнське об'єднання «Батьківщина» | 3                           | 15 |
| Комуністична партія України                             | 1                           | 5  |
| Народна партія                                          | 1                           | 5  |
| Політична партія «Сильна Україна»                       | 1                           | 5  |

#### За округами
| № округу                                                | Прізвище, ім'я, по батькові   | Дата визнання обраним | Освіта             | Партійна приналежність                        | Відомості про обраного депутата                                |
| ------------------------------------------------------- | ----------------------------- | --------------------- | ------------------ | --------------------------------------------- | -------------------------------------------------------------- |
| Комуністична партія України                             |                               |                       |                    |                                               |                                                                |
| 14                                                      | Черняну Ганна Дмитрівна       | 04.11.2010            | середня спеціальна | член Комуністичної партії України             | пенсіонер                                                      |
| Народна Партія                                          |                               |                       |                    |                                               |                                                                |
| 5                                                       | Шишман Ганна Ністорівна       | 04.11.2010            | середня спеціальна | член Народної партії                          | тимчасово не працює                                            |
| Партія регіонів                                         |                               |                       |                    |                                               |                                                                |
| 4                                                       | Богдан Іван Фомич             | 04.11.2010            | середня спеціальна | позапартійний                                 | сільськогосподарський виробничий кооператив «Картал», бригадир |
| 6                                                       | Брагару Іван Андрійович       | 04.11.2010            | вища               | член Партії регіонів                          | пенсіонер                                                      |
| 12                                                      | Черняну Євгеній Дмитрович     | 04.11.2010            | вища               | позапартійний                                 | Орлівська загальноосвітня школа, вчитель                       |
| Політична партія Всеукраїнське об'єднання «Батьківщина» |                               |                       |                    |                                               |                                                                |
| 8                                                       | Бурка Михайло Андрійович      | 04.11.2010            | середня спеціальна | член Всеукраїнського об'єднання «Батьківщина» | пенсіонер                                                      |
| 9                                                       | Павєл Іван Іванович           | 04.11.2010            | середня спеціальна | член Всеукраїнського об'єднання «Батьківщина» | тимчасово не працює                                            |
| 20                                                      | Чевдар Георгій Володимирович  | 04.11.2010            | середня спеціальна | позапартійний                                 | ЗАТ «Аква», охоронець                                          |
| Політична партія «Сильна Україна»                       |                               |                       |                    |                                               |                                                                |
| 15                                                      | Калуян Дмитро Дмитрович       | 04.11.2010            | середня спеціальна | позапартійний                                 | Орлівський будинок культури, директор                          |
| Самовисування                                           |                               |                       |                    |                                               |                                                                |
| 1                                                       | Соловєй Володимир Георгійович | 04.11.2010            | середня спеціальна | позапартійний                                 | ПП «Кагул», охоронець                                          |
| 2                                                       | Нікодім Василь Миколайович    | 04.11.2010            | середня спеціальна | позапартійний                                 | тимчасово не працює                                            |
| 3                                                       | Лунка Сергій Георгійович      | 04.11.2010            | середня спеціальна | позапартійний                                 | ПП «Лунка», керівник                                           |
| 7                                                       | Фльоштер Альона Георгіївна    | 04.11.2010            | середня спеціальна | позапартійна                                  | сільська рада, секретар                                        |
| 10                                                      | Черняну Олена Фомівна         | 04.11.2010            | середня спеціальна | позапартійна                                  | ВАТ «Ощадбанк», контролер-касир                                |
| 11                                                      | Мєміяк Тамара Миколаївна      | 04.11.2010            | середня спеціальна | позапартійна                                  | Орлівська сільська рада, касир                                 |
| 13                                                      | Іванов Володимир Іванович     | 04.11.2010            | середня спеціальна | член Комуністичної партії України             | Орлівська загальноосвітня школа, тесляр                        |
| 16                                                      | Драгой Марія Петрівна         | 04.11.2010            | вища               | позапартійна                                  | пенсіонер                                                      |
| 17                                                      | Ромастов Валерій Петрович     | 04.11.2010            | вища               | позапартійний                                 | Орлівська загальноосвітня школа, вчитель                       |
| 18                                                      | Параска Людмила Олександрівна | 04.11.2010            | вища               | позапартійна                                  | Орлівська загальноосвітня школа, вчитель                       |
| 19                                                      | Каліоглу Софія Дмитрівна      | 04.11.2010            | середня спеціальна | член Всеукраїнського об'єднання «Батьківщина» | КП «Джерело», директор                                         |